# Cerkiew Wniebowstąpienia Pańskiego w Obarzymie
Cerkiew Wniebowstąpienia Pańskiego w Obarzymie – drewniana filialna cerkiew greckokatolicka z 1828.
Cerkiew funkcję świątyni greckokatolickiej pełniła do akcji przesiedleńczej w 1947 (Akcji „Wisła”). W 1970 przekazana przez ówczesne władze kościołowi obrządku łacińskiego. Obecnie pełni rolę kościoła filialnego parafii w Dydni.
Obiekt wpisany na listę zabytków w 1995 i włączony do podkarpackiego Szlaku Architektury Drewnianej.

## Historia
Cerkiew została zbudowana w 1828 z inicjatywy Tekli z Bogdańskich Pohoreckiej. Należała do parafii greckokatolickiej w Izdebkach. Odnowiona w 1929 i 1947. W 1970 opuszczona cerkiew została wyremontowana i od 1971 jest użytkowana jako kościół rzymskokatolicki. Pomimo przekształceń dokonanych podczas ostatniego remontu (m.in. zamiana baniastej wieżyczki na ostrosłupową iglicę), czytelną pozostaje oryginalna, centralna kompozycja przestrzenna, rzadko stosowana na gruncie budownictwa cerkiewnego na terenie Polski południowo-wschodniej. Wewnątrz oszalowano deskami ściany zasłaniając resztki iluzjonistycznej polichromii z XIX w. W 2017 przeprowadzono prace renowacyjne i rekonstrukcyjne celem przywrócenia dawnego wyglądu świątyni. Wymieniono iglicę na kwadratową wieżyczkę, dachy pokryto miedzianą blachą, dobudowano zakrystię, wymieniono stolarkę.
Budowla orientowana, konstrukcji zrębowej, na rzucie wydłużonego ośmioboku. W przeszłości z zaznaczonym podziałem trójdzielnym. Wewnątrz strop płaski z ogromną drewnianą koroną cierniową. W ołtarzu głównym scena Zwiastowania. Zachowały się epitafia inskrypcyjne.
Obok świątyni znajduje się metalowa dzwonnica z dwoma dzwonami.

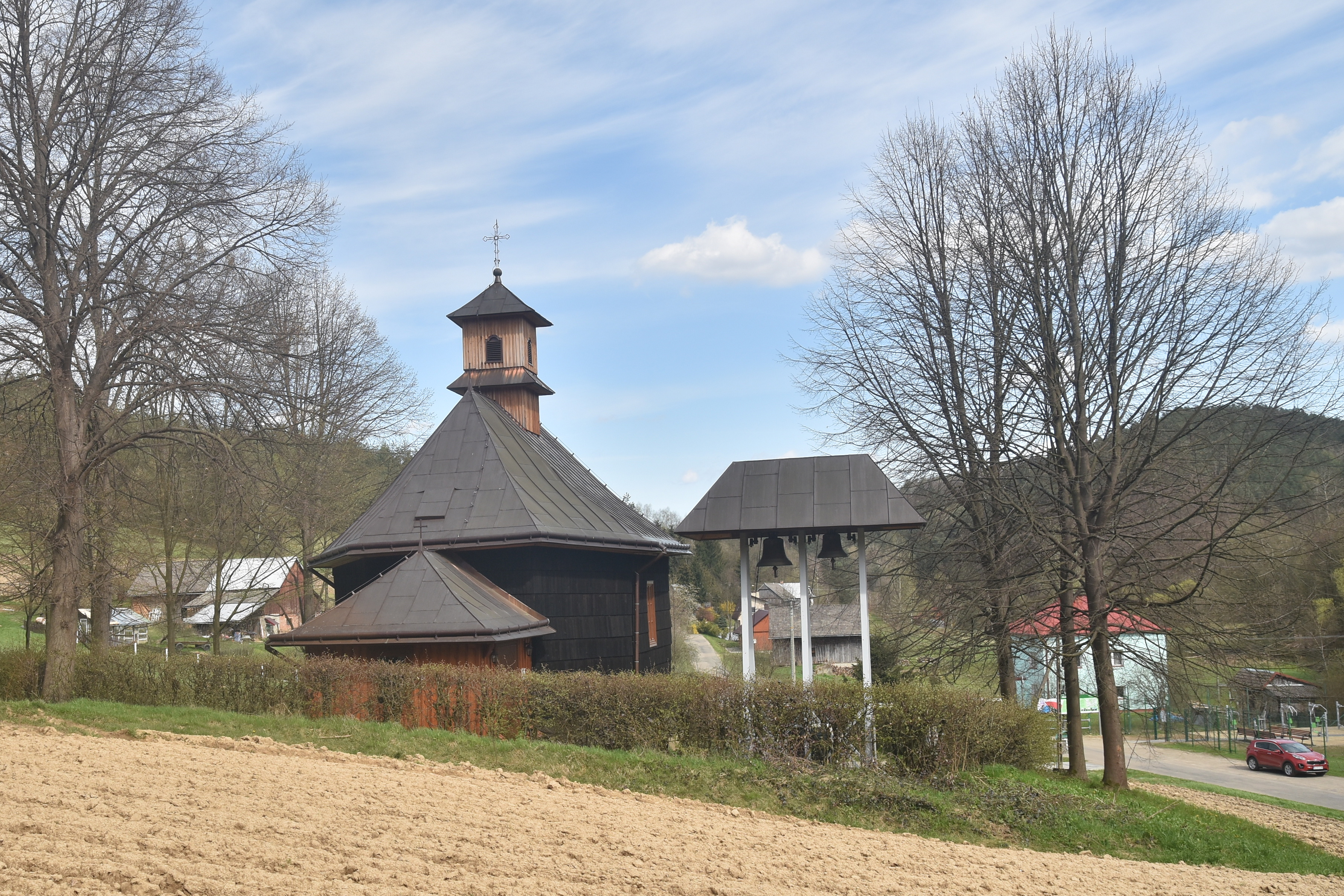
Elewacja frontowa
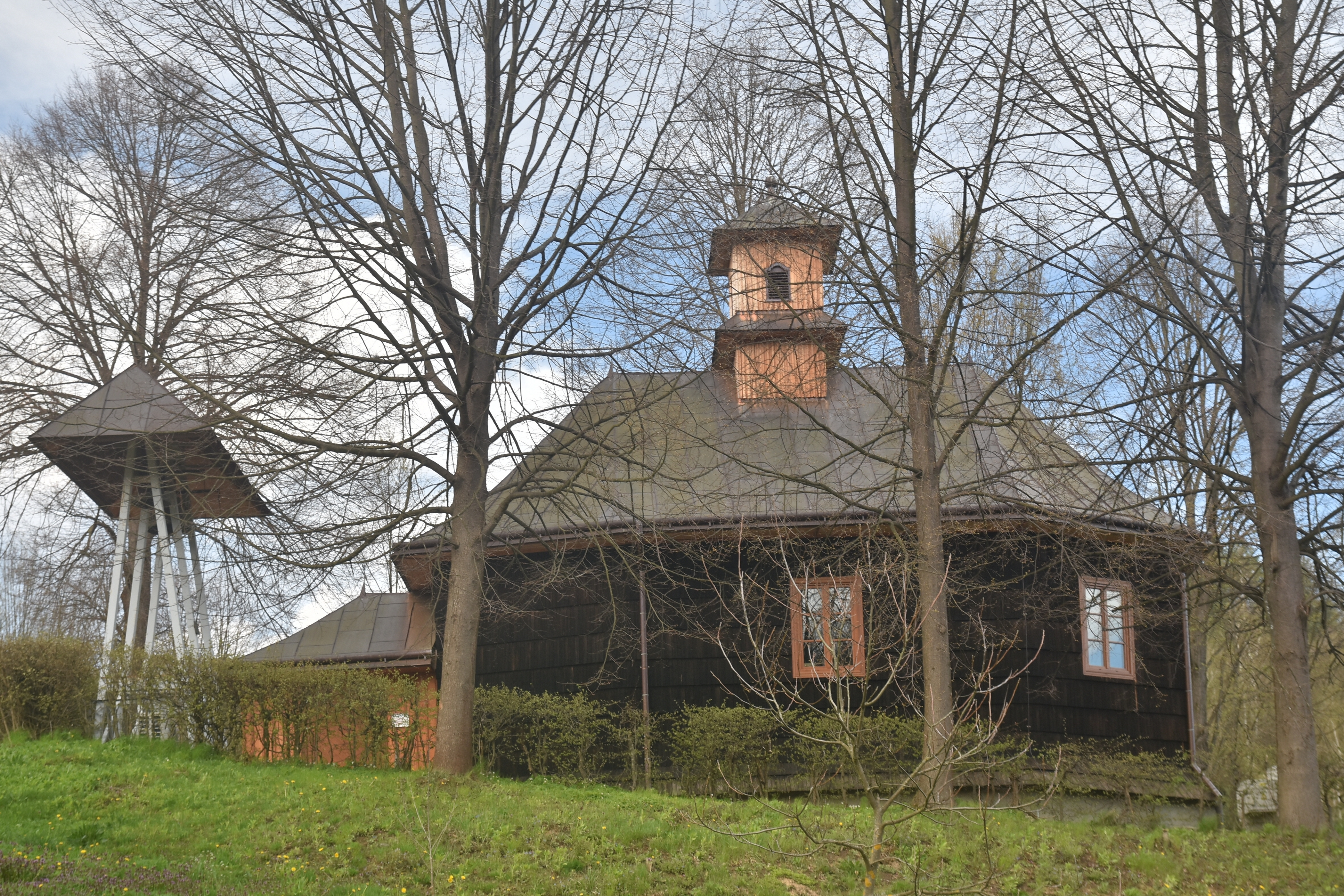
Elewacja południowa
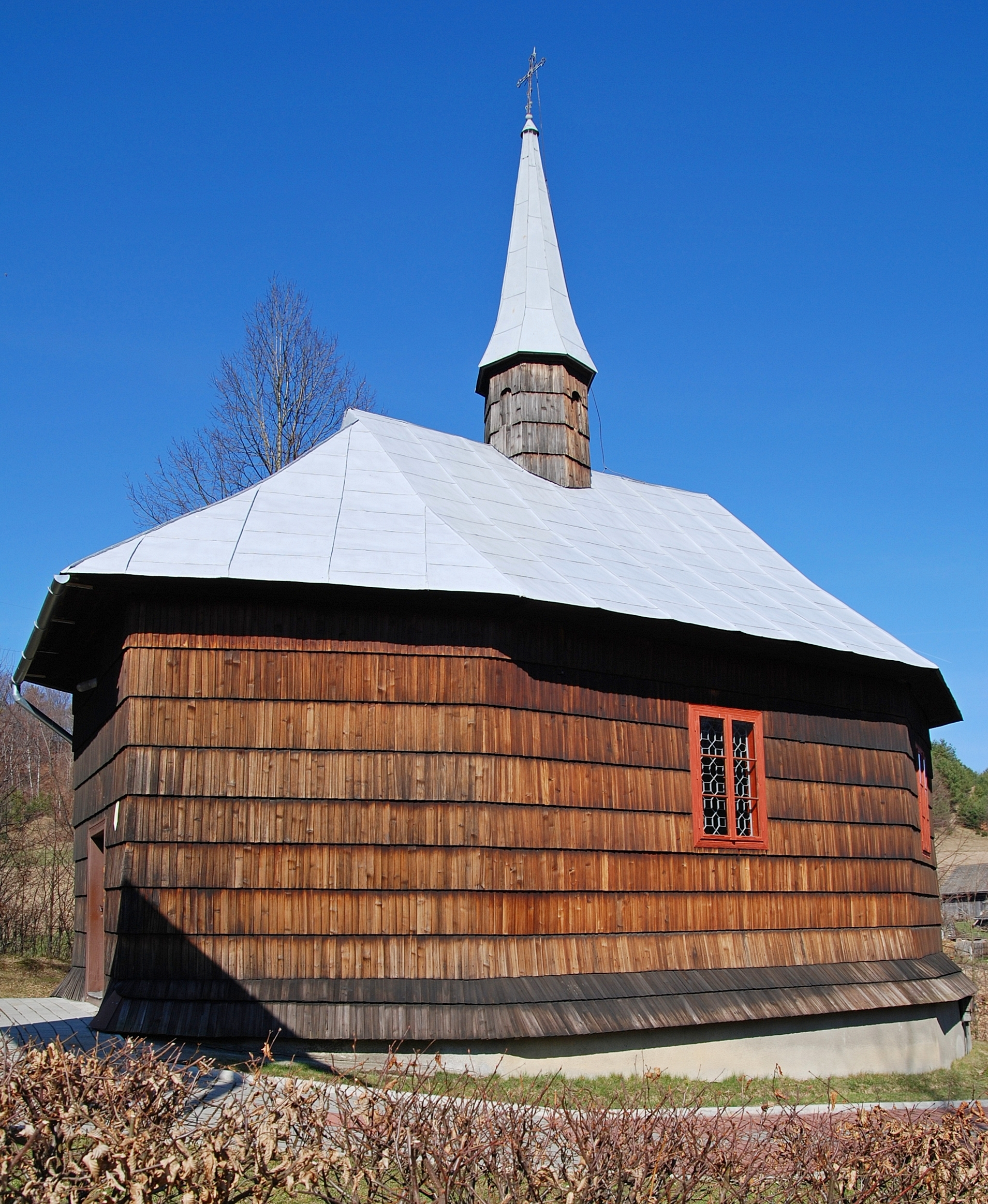
Wygląd cerkwi przed rekonstrukcją w 2017